# 钱塘区
钱塘区，是中华人民共和国浙江省杭州市市辖区，即杭州经济技术开发区、杭州综合保税区、临江高新技术产业开发区、中国（浙江）自由贸易试验区杭州片区钱塘区块，由2019年4月设立的浙江省级新区杭州钱塘新区转正而来，并整合1990年设立的国家级开发区杭州经济技术开发区。2021年4月9日设立行政区，區人民政府驻地位于河庄街道青六北路499号。区域总面积为531.7平方公里。

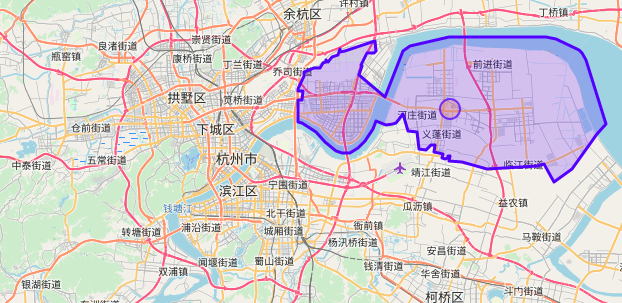
钱塘新区在杭州市的位置

## 历史
钱塘区西部的下沙和东部的大江东（古称南沙）在古代同属于沙地，即钱塘江淤涨成陆形成的滩涂，绝大多数土地都是当地人在钱塘江潮水中历代围垦得来。其中下沙大围垦始于1950年代初，终于1980年，先后经历两次大规模围垦，围垦滩地10.9万亩，占今天下沙土地的八成左右；大江东围垦始于1949年，截至1990年代围垦面积达51.82万亩，围垦面积约占大江东地域面积的九成。
钱塘区境内的下沙最早受到开发，1990年杭州市设立钱江外商台商投资区下沙启动区块对外招商引资，下沙区块在1993年升格为国家级杭州经济技术开发区。2000年8月省政府在下沙设立下沙高教园区，同年国家级杭州出口加工区在下沙成立。
1998年下沙乡由余杭市划归杭州市江干区管辖并，改制为下沙镇，2002年拆分为白杨、下沙两个街道。
2000年以后，大江东也开始逐步得到开发。2001年、2002年、2003年江东、前进、临江工业园区先后开始筹建，2006年省级江东工业园区正式获批；其中江东工业园区市本级区块（即前进工业园区）交由杭州经济开发区负责建设，作为杭州经济技术开发区在大江东的扩展；临江工业园区则在2015年升级为国家级高新技术产业开发区。2011年9月9日，囊括江东、临江、前进三个工业园区的杭州大江东产业集聚区成立，2015年由萧山区转交市本级管理。2009年起大江东开始全面“撤镇设街”，采取“城街合一、以城带街”的运行模式，江东新城、临江新城正式挂牌。
2019年4月4日：设立杭州钱塘新区，撤销杭州大江东产业集聚区，保留杭州经济技术开发区、浙江杭州出口加工区、杭州临江高新技术产业开发区三块牌子。钱塘新区成立后，经市政府批准、科技部火炬中心报备，临江高新技术产业开发区范围扩大到辖区全境。2019年6月杭州市浙江杭州综合保税区成立，次年8月成立中国（浙江）自由贸易试验区杭州片区钱塘区块。2021年4月9日，设立钱塘区，保留钱塘新区以及杭州经济技术开发区等国家级牌子。

## 行政区划
钱塘区下辖7个街道，区人民政府驻河庄街道青六北路499号。
截自2021年4月，钱塘区辖7个街道：
| 钱塘区行政区划图                   | 钱塘区行政区划图 | 钱塘区行政区划图  | 钱塘区行政区划图 | 钱塘区行政区划图 | 钱塘区行政区划图 |
| ---------------------------------- | ---------------- | ----------------- | ---------------- | ---------------- | ---------------- |
| 下沙 白杨 河庄 义蓬 新湾 前进 临江 |                  |                   |                  |                  |                  |
| 区划代码                           | 区划名称         | 面积 （平方千米） | 邮政编码         | 社区数           | 行政村数         |
| 330114001                          | 下沙街道         | 70.7              | 310018           | 21               | 0                |
| 330114002                          | 白杨街道         | 34                | 310018           | 26               | 0                |
| 330114003                          | 河庄街道         | 69.2              | 311222           | 3                | 20               |
| 330114004                          | 义蓬街道         | 56.48             | 311225           | 6                | 22               |
| 330114005                          | 新湾街道         | 22.05             | 311228           | 2                | 12               |
| 330114006                          | 临江街道         | 44.10             | 311228           | 3                | 2                |
| 330114007                          | 前进街道         | 40.54             | 311228           | 3                | 3                |

## 人口
2021年，錢塘區户籍住户9.13萬户，户籍人口33.50萬人，區域內户籍人口自然增長率7.65‰。

## 科教文卫
- 第二产业
  - 新区内拥有杭州医药港小镇、广汽乘用车（杭州）公司、西子航空工业公司、柔性电子与智能技术全球研究中心等平台和企业，在生物医药、汽车及零部件、航空航天、新能源新材料等产业上具备市场竞争优势。
- 教育
  - 各类学校60多所。其中大学14所，中学8所，小学13所，幼儿园31所。
  - 下沙高教园区是浙江省最大的高教园区，拥有杭州电子科技大学、浙江理工大学、浙江传媒学院、杭州师范大学等14所高校，20万在校大学生。每年区内毕业大学生近5万人。
  - 拥有中国科学院理化所杭州分所等省、部重点学科80多个，硕士、博士授予点187个，国家、省部级重点实验室20多个，自然科学科研机构100余所。
- 医疗卫生
  - 各类卫生机构66个，拥有三甲医院3家（浙江大学医学院附属邵逸夫医院下沙院区、浙江大学医学院附属第一医院钱塘院区（浙江省公共卫生临床中心）、 浙江省中医院钱塘院区）。

### 主要公司
| 排名 | 企业                               |
| ---- | ---------------------------------- |
| 37   | 顾家家居                           |
| 41   | 富统联合电子                       |
| 56   | 三花汽零                           |
| 69   | 永杰新材料                         |
| 72   | 杭州九阳小家电                     |
| 75   | 聚合顺新材料                       |
| 95   | 史陶比尔(杭州)精密机械电子有限公司 |
| 100  | 和利时自动化有限公司               |

## 评价
有媒体认为，钱塘新区的成立可发挥下沙和大江东的互补作用，促进区域间的交通和人员融合：下沙的大学城可为大江东输送人才，大江东则科缓解下沙的用地紧张、承接下沙的工业转移。也有媒体将新区的成立和杭州市允许专科生落户的人才政策联系起来，指出二者是为杭州市为吸引人才而准备。

### 引用
1. ↑  
浙江省省政府办公厅. . 浙江省人民政府. 2019-04-04  [2019-04-18]. （原始内容存档于2019-09-11）.
2. ↑  杭州市规划和自然资源局. . 2022-06-30  [2023-05-11]. （原始内容存档于2023-05-11）.
3. 1 2  . 浙江日报.   [2019-04-14]. （原始内容存档于2019-04-14）.
4. ↑  杭州市投资促进局. . 2020-08-03  [2023-05-11]. （原始内容存档于2023-05-11）.
5. ↑  钱塘新区. . 2023-02-06  [2023-05-11]. （原始内容存档于2023-05-11）.
6. ↑  钱塘新区. . 2023-04-19  [2023-05-11]. （原始内容存档于2023-05-11）.
7. ↑  钱塘新区. . 2023-04-13  [2023-05-11]. （原始内容存档于2023-05-11）.
8. ↑  钱塘新区. . 2023-04-13  [2023-05-11]. （原始内容存档于2023-05-13）.
9. ↑  .   [2021-04-09]. （原始内容存档于2021-09-17）.
10. ↑  . 杭州市民政局.   [2022-01-27]. （原始内容存档于2022-01-27）.
11. ↑  . www.hongheiku.com.   [2023-04-11]. （原始内容存档于2021-10-25）.
12. ↑  . 萧山发布 (微信公众号). 2024-08-21.
13. ↑  辛闻. . 界面新闻. 2019-04-04  [2019-04-19]. （原始内容存档于2019-07-01）.
14. ↑  陆丹. . 都市快报. 2019-04-05  [2019-04-19]. （原始内容存档于2020-02-18） –杭州网.
15. ↑  大江东网官方媒体. . 网易订阅号. 2019-04-07  [2019-04-19]. （原始内容存档于2019-04-18）.
16. ↑  . 一点资讯. 2019-04-04  [2019-04-19]. （原始内容存档于2019-07-01）.